# 동지여자고등학교
동지여자고등학교(同志女子高等學校)는 대한민국 경상북도 포항시 북구 용흥동에 있는 사립 고등학교이다.

## 학교 연혁
- 1954년 4월 1일 : 동지상업고등학교 여자부 1학급 개설
- 1966년 3월 1일 : 초대 교장 하태환 선생 취임
- 1966년 3월 1일 : 동지여자상업고등학교 개교
- 1966년 3월 1일 : 교훈 제정 (지혜로운 학도, 품위있는 여성, 자활하는 시민)
- 1970년 3월 3일 : 교훈 개정 (아름다운 맘씨, 부드러운 말씨, 슬기로운 솜씨)
- 1972년 9월 1일 : 교사 이전 (동지중, 동지고와 교사 교환)
- 1989년 3월 1일 : 학칙 변경 (30학급)
- 1992년 3월 14일 : 신축교사 이전 (포항시 북구 용흥로 123)
- 2009년 3월 1일 : 교명 변경 (동지여자고등학교)
- 2015년 11월 5일 : 정심관 개관
- 2016년 2월 3일 : 포항시 지역 평준화 고등학교군 편입(경상북도교육청 고시 제2016-2호)
- 2016년 3월 30일 : 교목(校木) 변경 (향나무)
- 2022년 9월 1일 : 제22대 교장 이승형 선생 취임
- 2023년 1월 6일 : 제61회 졸업식(183명) 졸업생 누계(20,202명)
- 2023년 3월 2일 : 제64회 입학식(208명)

## 참고 자료
- 동지여자고등학교 - 한국교육학술정보원 학교알리미